# 一乘道
佛教中有一乘道的稱呼，指的是四念處，佛陀稱讚四念處法門是所有佛陀和佛弟子都要練習的法門，如同“一乘”之“道法”。